# Station Przybówka
Station Przybówka is een spoorwegstation in de Poolse plaats Przybówka.